# Movimiento Nacional Republicano
El Movimiento Nacional Republicano es un partido político francés de extrema derecha. Dirigido por Bruno Mégret y creado por este último junto al Club de l'Horloge, Yvan Blot (también un miembro de GRECE) y Jean-Yves Le Gallou, como una separación con el movimiento de Jean-Marie Le Pen Frente Nacional el 24 de enero de 1999. En el año 2000, el partido tenía menos de 5000 miembros, mientras el movimiento de sus juventudes, liderado por Philippe Schleiter, tenía 1500 miembros. La unión estudiantil Renouveau Etudiant tiene buenas relaciones con el MNR gracias a Pierre Vial. El partido inicialmente se llamaba Front National-Mouvement National, pero fue obligado a cambiar su nombre el 2 de octubre de 1999 después de haber sidos demandados por Le Pen.